# Autoroute A 31
Die Autoroute A 31 ist eine 349 Kilometer lange französische Autobahn mit Beginn in Beaune und Ende in Zoufftgen an der Grenze zu Luxemburg.

## Verlauf

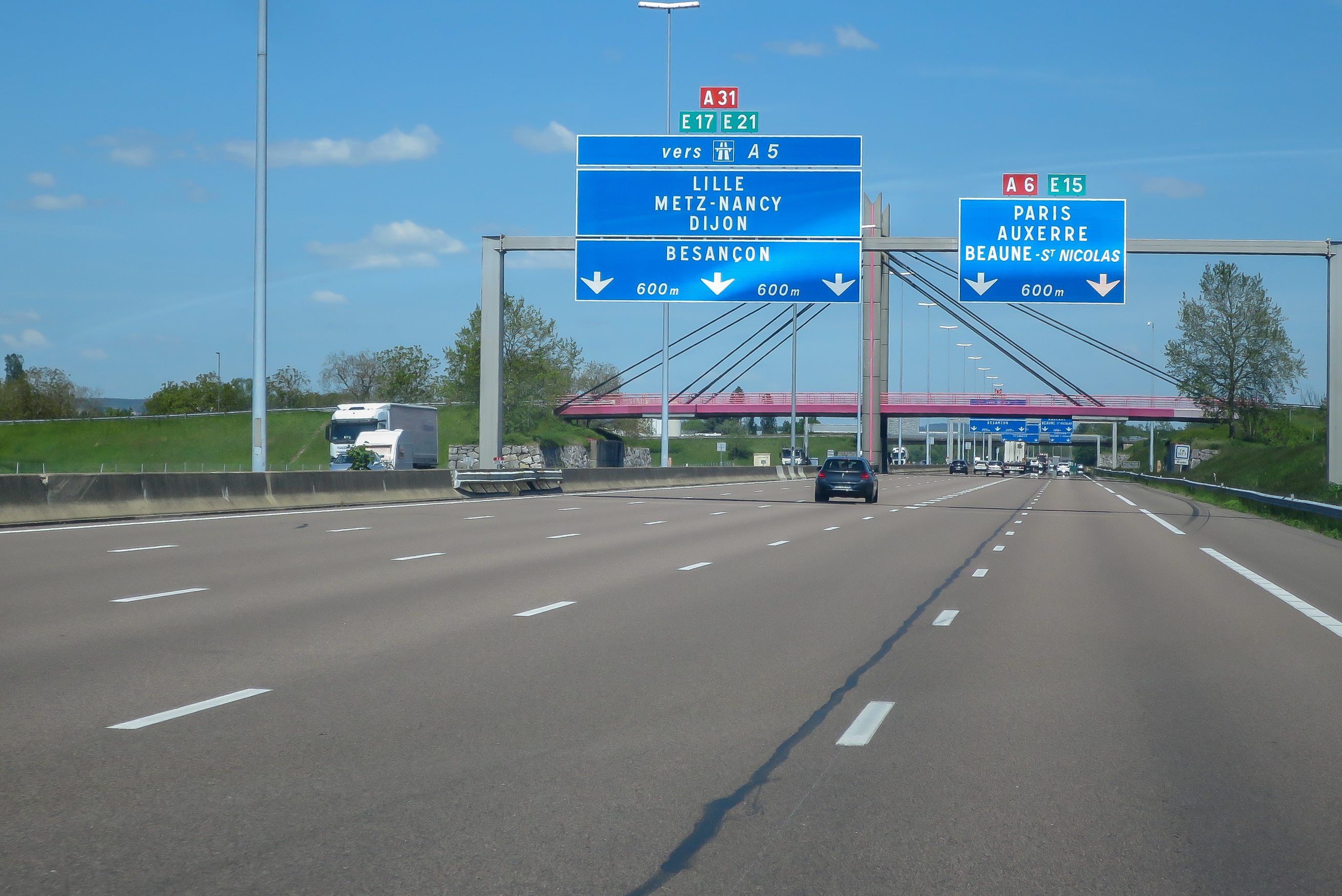
Abzweig der A 31 von der A 6 bei Beaune

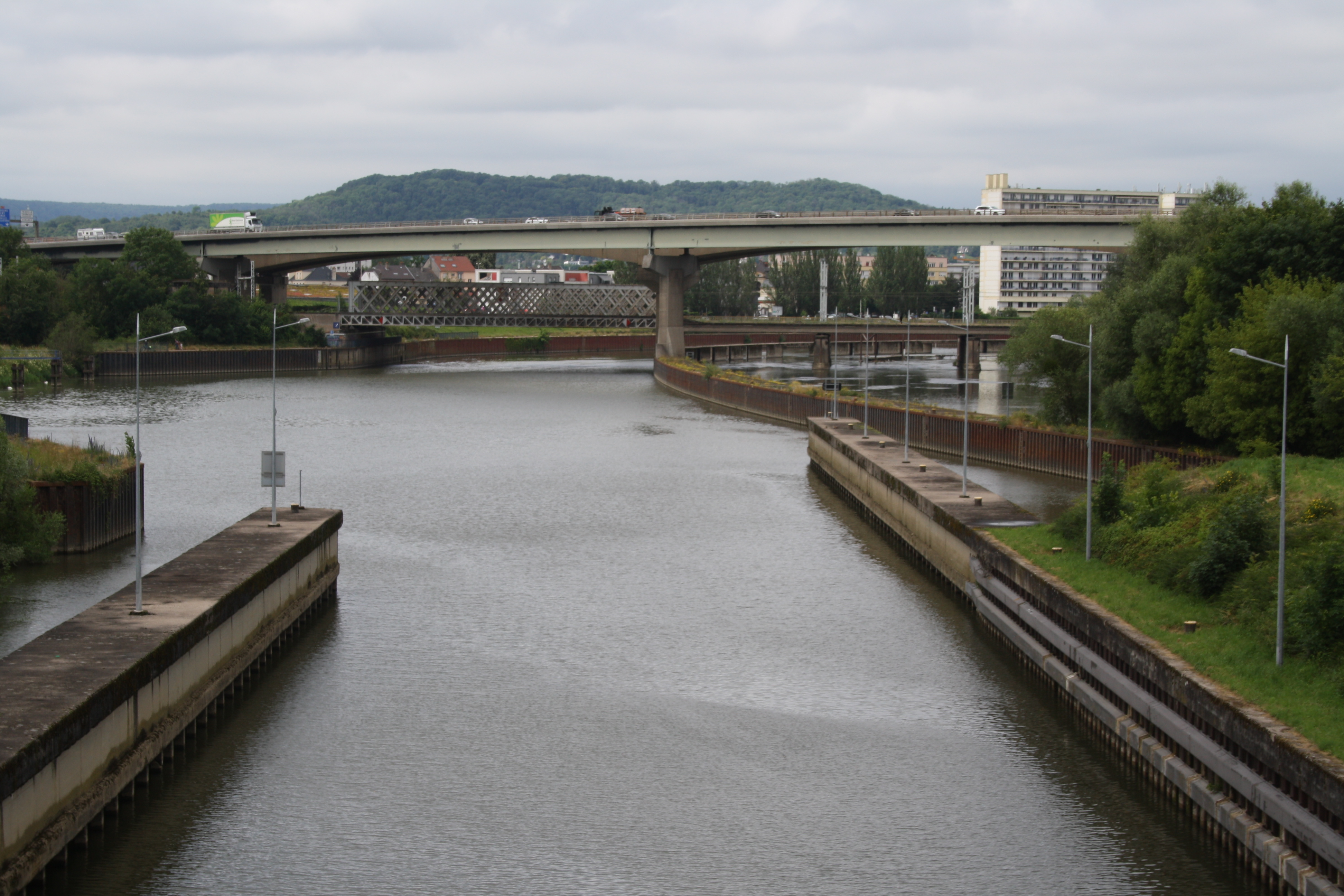
Viaduc de Beauregard der A 31 über die Mosel in Thionville

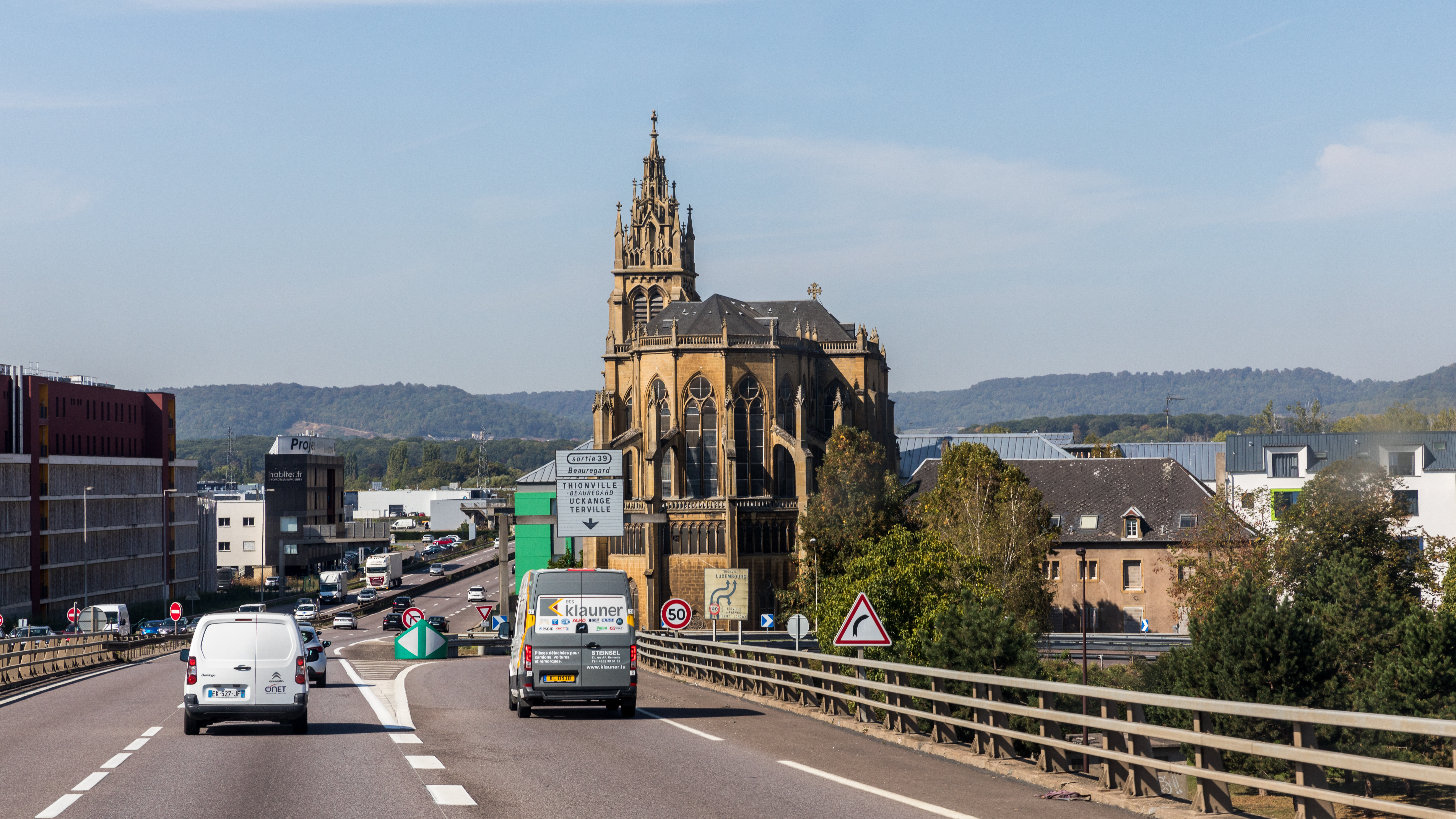
Anschlussstelle 39 Thionville-Beauregard

Der nördliche Teil der A 31 (117 Kilometer) ist durchgehend mautfrei und verbindet die Städte Thionville, Metz, Nancy und Toul und bietet Anschluss an Luxemburg (und damit an Deutschland und Belgien) sowie an die A 4 zwischen Paris und Saarbrücken. Die Geschwindigkeitsbegrenzungen liegen zwischen 90 und maximal 110 km/h. Dieser Teil der A 31 zählt mit bis zu 100.000 Fahrzeugen pro Tag zu den meistbefahrenen Straßen in Frankreich. Bedingt durch das hohe Verkehrsaufkommen und die maßvolle öffentliche Finanzierung ist der Zustand der Fahrbahn nicht immer einwandfrei.
Da dieses Autobahnteilstück eine wichtige Verkehrsader im Nordosten Frankreichs darstellt, notorisch überlastet und in schlechtem Zustand ist, wurde seit 1990 geplant, zur Entlastung eine neue Autobahn, die A 32, zu schaffen. Dieses Projekt wurde jedoch 2010 zugunsten eines dreistreifigen Ausbaus der nördlichen A 31 fallengelassen.
Der südliche Teil der A 31 (232 Kilometer) ist durchgehend mautpflichtig und dient vorrangig als Anbindung des Nordostens Frankreichs an Dijon und Lyon sowie die aus Paris kommende und an die Mittelmeerküste und Spanien anschließende Autoroute A6. Entsprechend ist der Verkehr dort zur Ferienzeit stärker, ansonsten jedoch sehr schwach. Da dieses Teilstück in einer dünn besiedelten, stark landwirtschaftlich geprägten Zone Frankreichs liegt und die Autobahn alle an der Strecke liegenden Städte großräumig umfährt, ist es – insbesondere nachts – eher ruhig.
Bedingt durch das niedrige Verkehrsaufkommen und die Finanzierung durch Mautgebühren ist die Strecke in sehr gutem Zustand. Die Geschwindigkeitsbegrenzung liegt bei durchgehend 130 km/h.

## Maut
Von der Grenze zu Luxemburg bis Toul ist die Autobahn mautfrei. Der mautpflichtige Bereich beginnt nahe Toul an der Mautstation Gye (Péage de Gye) und erstreckt sich in Richtung Süden bis zum Übergang auf die A 6 bei Beaune. Da die A 6 ebenfalls von der Betreibergesellschaft APRR betrieben wird, gibt es dort keine zusätzliche Mautstation. Der Preis für eine Durchfahrt des mautpflichtigen Bereichs beginnt bei € 17,70.

## Name
Im Zusammenhang mit der in Frankreich üblichen Praxis, wichtigen Autobahnen einen zusätzlichen Namen zu geben (z. B. „Autoroute du Soleil“ für die A 6), trägt die A 31 den Namen „Autoroute Lorraine-Bourgogne“, zu Deutsch „Autobahn Lothringen-Burgund“.

## Geschichte
- ?. ? 1963: Eröffnung Metz-centre - Hauconcourt (Abfahrt 33 - 35)
- ?. ? 1964: Eröffnung Hauconcourt - Mondelange (Abfahrt 35 - 37)
- ?. ? 1965: Eröffnung Mondelange - Richemont (Abfahrt 37 - A 30)
- ?. ? 1968: Eröffnung Maxéville - Frouard (Abfahrt 20 - 22)
- ?. ? 1970: Eröffnung Frouard - Belleville (Abfahrt 22 - 25)
- ?. Dezember 1971: Eröffnung Augny - Metz-centre (Abfahrt 30 - 33)
- ?. September 1972: Eröffnung Belleville - Atton (Abfahrt 25 - 27)
- ?. Dezember 1972: Eröffnung Atton - Augny (Abfahrt 27 - 30)
- ?. März 1973: Eröffnung Dommartin-lès-Toul - Gondreville (Abfahrt 15 - 16)
- ?. Juni 1973: Eröffnung Laxou - Maxéville (A 33 - Abfahrt 20)
- ?. Juni 1973: Eröffnung Gondreville - Laxou (Abfahrt 16 - A 33)
- ?. Januar 1974: Eröffnung Illange - Thionville (Abfahrt 37.2 - 39)
- 22. Oktober 1974: Eröffnung Beaune - Dijon (A 6 - A 311)
- 31. Januar 1975: Eröffnung Richemont - Illange (A 30 - Abfahrt 37.2)
- 14. Juli 1981: Eröffnung Élange - Grenze zu Luxemburg (Abfahrt 43 - A 3 (Luxemburg))
- 26. Juni 1983: Eröffnung Til-Châtel - Montigny-le-Roi (Abfahrt 5 - 8)
- 4. Juni 1984: Eröffnung Toul - Montigny-le-Roi (N 4 - Abfahrt 8)
- ?. ? 1985: Eröffnung Toul - Dommartin-lès-Toul (N 4 - Abfahrt 15)
- ?. ? 1988: Eröffnung Thionville - Élange (Abfahrt 39 - 43)
- 23. Juni 1989: Eröffnung Dijon - Til-Châtel (A 311 - Abfahrt 5)

## Großstädte an der Autobahn
- Dijon
- Nancy
- Metz